# Хокейний центр Каннин
Хоккейний центр Каннин — льодова арена, в місті Каннин, Південна Корея. Вона стане основним хоккейним стадіоном під час Олімпіади-2018 в Пхьончханзі. Там же будуть проведені змагання по следж-хокею.

## Опис
Будівництво льодової арени розпочалося 17 липня 2014 року. Союзний хокейний центр розрахований на 10 тис. глядачів. За архітектурою Палац нагадує кучугуру. Колір покриттів купола — перлинно-білий і прозоро-сірий. Орієнтовна вартість будівництва льодового палацу — 73 млн доларів США. Подальша доля арени поки не відома. Передбачається його зруйнувати, якщо він буде не рентабельним. Руйнування буде коштувати ще 100 мільярдів корейських вон.

## Змагання
- Група А. Другий дивізіон чемпіонату світу з хокею з шайбою 2017 (жінки)
- Група А. Другий дивізіон чемпіонату світу з хокею з шайбою серед юніорських команд 2017
- Хокей на зимових Олімпійських іграх 2018 (10-25 лютого 2018 року)